# Czarnoksiężnik z Archipelagu
Czarnoksiężnik z Archipelagu (tyt. oryg. A Wizard of Earthsea) – powieść fantasy amerykańskiej pisarki Ursuli K. Le Guin, pierwsza część cyklu Ziemiomorze.
Wydana w 1968 przez wydawnictwo Parnassus Press, polskie tłumaczenie Stanisława Barańczaka ukazało się nakładem Wydawnictwa Literackiego w 1983 w serii „Fantastyka i Groza”. Początkowo miało się ukazać w serii „Stanisław Lem poleca”.
Powieść otrzymała Lewis Carroll Shelf Award w 1979 roku.
Na podstawie książki nakręcono miniserial Ziemiomorze (2004), skrytykowany przez autorkę.

## Fabuła
Młody chłopiec, Duny, pasa kozy na górzystych stokach wyspy Gont. Ciotka, wiejska czarownica, odkrywa w nim talent magiczny i uczy go prostych zaklęć. Kiedy chłopiec swoją magią ratuje swoją wioskę od najazdu korsarzy, zapadając przy tym w śpiączkę, przybywa do niego czarodziej Ogion zwany „Milczącym”, by go uleczyć, nadać dorastającemu chłopcu prawdziwe imię i uczyć go prawdziwej magii. Prawdziwe imię młodzieńca brzmi Ged, ale całe Ziemiomorze pozna go jako Krogulca.
Ogion zabiera chłopca do swojej chaty i uczy go przede wszystkim tego, czego mu brakuje – spokoju, milczenia, życia w zgodzie z naturą. Już na początku drogi, skuszony przez podstępną dziewczynę, Krogulec popełnia czyn, który położy się cieniem na całym jego życiu, a nawet na losach magii w całym Ziemiomorzu – otwiera przejście do świata umarłych, z którego wychodzi Cień. Ogion ratuje chłopca, ale widząc, jak niecierpliwie Ged szuka wiedzy i potęgi magicznej, pozwala mu odpłynąć do słynnej szkoły magów na wyspie Roke, jeśli woli to od jego nauk. Tak też chłopiec czyni.
W szkole Krogulec uczy się magii u największych żyjących mistrzów tej sztuki. Zdobywa tam przyjaciół i, niestety, także wrogów. Podczas szczeniackiego pojedynku na czary z nielubianym przez niego Jasperem Cień znów się przedostaje do świata żywych. Od śmierci ratuje Geda sam przełożony szkoły, arcymag Nemmerle, ale rany zadane przez Cień pozostaną na zawsze na ciele i duszy chłopca. Magia, której trzeba było użyć, aby pokonać zło, była tak wielka, że stary czarodziej wkrótce umiera, a pokiereszowany Ged dochodzi do zdrowia miesiącami. Nowy arcymag Gensher decyduje o dalszym szkoleniu Krogulca, daje mu także dobrą lekcję pokory.
Po latach młodzieniec zostaje pełnoprawnym magiem i osiada w wyspiarskiej gminie Low Torning. Tam, próbując ratować syna zaprzyjaźnionego cieśli, przedostaje się do krainy umarłych, a wracając znów spotyka zmorę z przeszłości – Cień. Walka z nim znów wiele kosztuje Geda. Po dojściu do siebie postanawia wreszcie uczynić coś pożytecznego – uwolnić mieszkańców od zagrażających im smoków z wyspy Pendor. Płynie tam i dobija targu ze starym smokiem, zabezpieczając na zawsze mieszkańców wysp. Od smoka dowiaduje się, że cień ma także swoje imię, a wszak znając jego imię, będzie mógł go pokonać.
W swoich podróżach Krogulec przybywa na wyspę Osskil, gdzie spotyka Cień, lecz nie udaje mu się go zwyciężyć, gdyż niespodziewanie to Cień wymawia jego imię, pozbawiając go przewagi magii. Uciekając z wyspy pod postacią sokoła, Ged wraca do swojego starego mistrza, Ogiona. Ten leczy go i udziela mądrych rad. Wykonuje również dla niego nową cisową laskę – oznakę godności czarnoksiężnika. Mag, zgodnie z radą starca, postanawia nie uciekać więcej przed prześladowcą, lecz wręcz przeciwnie, samemu zacząć go ścigać. Wypływa na morze i tam wyzywa Cień. Ścigając go przez sztormowe morze, trafia na zapomnianą wysepkę, gdzie znajduje parę niemych staruszków. Początkowo przerażeni widokiem człowieka unikają go. Potem staruszka pokazuje mu swój największy skarb – wyszywaną perłami sukienkę, w której zapewne została zesłana na tę wysepkę jako dziecko. Obdarowuje także Geda kawałkiem metalu. Kiedyś okazał się on połową wielkiego talizmanu – pierścienia Erreth-Akbego.
W dalszej podróży najpierw zdobywa „Bystre Oko”, łódź, która od tej pory będzie mu zawsze towarzyszyć, a potem na wyspie Iffish spotyka przyjaciela ze szkoły, maga Vetcha, który postanawia towarzyszyć Krogulcowi w poszukiwaniu Cienia. Po długim pościgu, na krańcu świata, w końcu mag dopada swojego przeciwnika – mówiąc jego imię, łączy się z cieniem. Imię, które brzmi „Ged”, Cień bowiem jest cieniem jego własnej śmierci.

## Historia wydania
Powieść miała się ukazać w połowie lat 70. w serii Wydawnictwa Literackiego „Stanisław Lem poleca”, ale fakt, że tłumaczem powieści był źle postrzegany przez ówczesne władze za działalność w KOR Stanisław Barańczak, stały się przyczyną, dla której seria nie była kontynuowana. Po tym jak cenzura zakazała wydania powieści Le Guin, Lem zerwał współpracę z wydawnictwem, po latach komentując: „Nie straciłem szacunku dla siebie, lecz straciłem czytelników”.

## Odbiór
Książkę zrecenzował Leszek Bugajski („Fantastyka”, 5/84, s. 55).